# Zhongyuanus
Zhongyuanus is een geslacht van uitgestorven grote niet-vliegende vogels dat behoort tot de  Gastornithiformes. Het geslacht omvat slechts één soort, Z. xichuanensis
Zhongyuanus is bekend van fragmentarische vondsten uit 1980 in het Chinese Honan. De fossielen dateren uit het Vroeg-Eoceen. Zhongyuanus was de Aziatische tegenhanger van de veel bekendere verwant Gastornis uit Noord-Amerika en West-Europa.